# La favola delle api
La favola delle api è un poemetto satirico dell'olandese Bernard de Mandeville. Composto nel 1705, inizialmente in circa 433 versi, fu successivamente ampliato a più riprese, nel 1714, nel 1723, nel 1724, e nel 1728, fino a divenire un'opera in due tomi.
Pubblicata anonima nel 1705 con il titolo The Grumbling Hive, or Knaves Turn'd Honest (L'alveare scontento, ovvero i Furfanti resi onesti), nel 1714 l'operetta fu ristampata, con l'aggiunta del sottotitolo Vizi privati e pubbliche virtù (poi divenuto una frase proverbiale) e infine nel 1723 con il titolo Fable of the Bees: or, Private Vices, Publick Benefits (La favola delle api: ovvero vizi privati, pubbliche virtù)

## Il pensiero dell'autore
L'opera, che risente delle idee libertine che si stavano sviluppando in Europa, vuol essere la critica di una società ipocrita, avviata allo sviluppo industriale, che vuol presentarsi come virtuosa nascondendo i suoi vizi, i quali, paradossalmente, sostiene Mandeville, sono necessari per il benessere collettivo della società.
Furono proprio questi aforismi paradossali che stimolavano la fantasia collettiva a dare celebrità all'opera di Mandeville che arrivava a sostenere che è la ricerca della soddisfazione dei propri vizi (come il lusso, lo sperpero, l'invidia, la lussuria, ecc.) che fa sviluppare e prosperare la società, poiché il loro perseguimento mette in moto l'aumento dei consumi dei più ricchi, contribuendo a fare circolare il denaro e ad aumentare il lavoro per le classi più povere.
Coloro che invece impostano la loro esistenza secondo il virtuoso principio dell'accontentarsi della propria condizione, in effetti conducono la loro vita nella rassegnazione e nella pigrizia, danneggiando la produzione industriale, causando la povertà della nazione e ostacolando il prodigioso sviluppo che sta portando l'Inghilterra alla Rivoluzione industriale. 

## La trama

### L'alveare felice

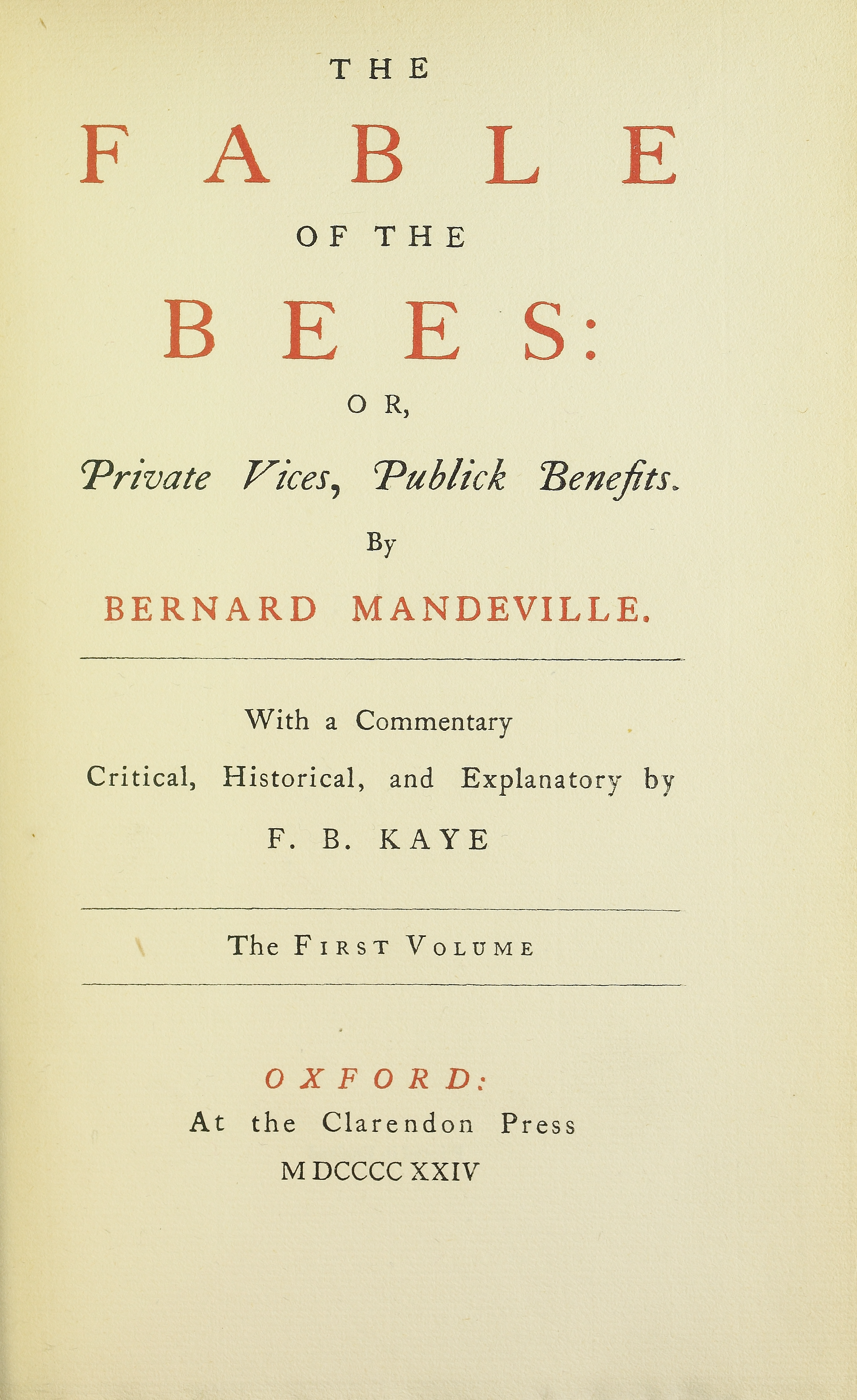
Fable of the bees, edizione in inglese del 1924

In un apparentemente felice alveare viveva uno sciame di api organizzato in una società ben ordinata e regolata dalle leggi. Da loro non vi era tirannia, né la democrazia che genera disordini. La loro vita era molto simile a quella degli uomini. Milioni di api lavoravano a produrre tutto ciò che serviva alla prosperità, di cui godeva, però, a malapena la metà dell'alveare; in un sistema in cui comparivano disparità sociali tra chi, possedendo capitali, faceva grandi profitti, e coloro che si guadagnavano il pane con i mestieri più faticosi. 
Altri, senza ricchezze da investire, senza arte né parte, vivevano nel lusso sfruttando gli ingenui lavoratori: «Tali erano i cavalieri d'industria, i parassiti, i mezzani, i giocatori, i ladri, i falsari, i maghi, i preti.» Quelle api che poi avessero voluto difendersi da quei malfattori cadevano nelle mani di altri furfanti come gli avvocati che, mirando solo al loro onorario, facevano in modo che le liti non si esaurissero mai, invocando continui cavilli, usando le leggi per mandare in rovina chi si era rivolto a loro per aiuto e desiderio di giustizia. 
Nella stessa categoria dei furfanti vanno inseriti i medici, la cui competenza scientifica non va al di là di una qualche pratica acquisita superficialmente. Anch'essi non mirano che alle loro parcelle e a essere riveriti da quelli con cui agiscono in combutta, arricchendosi con le nascite e i funerali: i farmacisti e i preti. Questi ultimi, individui ignoranti e pigri, pagati per attirare la benedizione di Giove sull'alveare, in realtà badano solo a soddisfare nel lusso i loro vizi, mentre coloro che veramente conducono una vita di rinunce e preghiere muoiono di fame.
Allo stesso modo, proprio i soldati che vilmente fuggono di fronte al nemico, alla fine vengono trattati meglio di coloro che si sono sacrificati all'obbedienza militare: questi, per aver subito numerose mutilazioni combattendo coraggiosamente, vengono messi da parte come inabili. Così, tra i ministri del re solo pochi fanno l'interesse del sovrano mentre molti fanno i loro comodi, chiamando equi emolumenti le vere e proprie malversazioni che essi camuffano e nascondono agli occhi delle api approfittando delle loro prerogative.
Nell'alveare, la spada della giustizia, anziché esser cieca, vede bene l'oro che la corrompe e colpisce solo le api più povere e indifese che hanno commesso crimini per necessità, mentre la sua bilancia pende sempre dalla parte dei più forti e ricchi. 

### La rivoluzione dei probi
Il popolo incostante delle api, però, non si rendeva conto di vivere nel migliore dei modi possibili e cominciò a lagnarsi delle ingiustizie e proprio colui che più si era arricchito a spese del re e dei poveri invocava la fine delle malversazioni. Costui era un guantaio che vendeva pelli d'agnello spacciandole per pelli di capretto, ma il popolo lo seguiva invocando la probità. Mercurio, dio dei ladroni, rideva della loro ingenuità, mentre Giove, adirato, decise di accontentare le api diffondendo per tutto l'alveare l'onestà e la giustizia. Avvenne così la rivoluzione.
Gli avvocati si ritirarono dalla professione, i carcerieri e i fabbri, addetti alle catene e alle serrature, rimasero senza lavoro. La dea della giustizia, divenuta rigida e inflessibile, se ne andò a dimorare sulle nuvole allontanandosi dalle miserie umane, seguita dal fedele boia con i suoi strumenti, l'ascia e la corda. Nell'alveare rimasero solo i medici veramente abili nella loro professione che sentivano come loro dovere curare i malati, servendosi solo delle medicine che la bontà degli dei dà agli uomini attraverso la natura. Dei preti rimasero solo i pochi che credevano nella loro missione. Alla religione ora bastava la cura del pontefice, che badava solo agli affari dell'anima, lasciando allo stato le questioni politiche. I ministri diminuirono di numero poiché una sola persona poteva coprire le funzioni che prima, per molti, erano solo occasioni di malversazioni. Niente più eserciti per incutere rispetto agli stati stranieri: si sarebbe combattuto solo per difendersi.
Ogni cosa che andasse al di là della semplice sopravvivenza fu abbandonata. Ogni tipo di arte decadde. I libertini non scialacquarono più il loro denaro per mantenere le loro amanti nel lusso. Ogni spesa superflua fu abbandonata. Non vi fu più necessità di seguire la moda nell'abbigliamento e si usò la stessa veste per tutto l'anno.

### La fine dell'alveare
Le api senza lavoro cominciarono ad abbandonare l'alveare, che fu attaccato dai nemici. Le api combatterono valorosamente e vinsero, ma a caro prezzo, con la morte di parecchie migliaia di loro. Quelle rimaste, sfiancate dal duro ma onesto lavoro e dalla guerra, non volendo più vivere in un alveare dove rinascesse il lusso e l'ingiustizia, se ne andarono ad abitare nel cavo di un albero «dove a loro non resta altro, della loro antica felicità, che la contentatura dell'onestà.»
La triste sorte dell'alveare dunque insegna una volta per tutte che:

## Edizioni
- Bernard Mandeville, The Fable of the Bees: or, Private Vices, Publick Benefits, London, J. Roberts, 1714; seconda edizione ampliata, London, E. Parker, 1723; terza edizione ampliata, London, J. Tonson, 1724 (a cura di D. Garman, London, Wishart, 1934; a cura di I. Primer, New York, Capricorn, 1962; a cura di P. Harth, Harmondsworth, Penguin, 1970; a cura di E.G. Hundert, Indianapolis-Cambridge, Hackett, 1997); trad. it. Le Api di Bernard Mandeville, a cura di Fidia Arata, Marzorati, Milano 1953; La favola delle api, ovvero Vizi privati benefizi pubblici, a cura di C. Valenziano-Parlato, Torino, Boringhieri, 1961; La favola delle api, a cura di T. Magri, Roma-Bari, Laterza, 1987 (l'opera raccoglie L'alveare scontento, 1705; Prefazione, Introduzione, Ricerca sull'origine della virtù morale, Note, 1714; Conclusione, Saggio sulla carità e sulle Scuole di carità, Indagine sulla natura della società, Indice, 1723; Difesa del libro, 1724).

- Bernard Mandeville, The Fable of the Bees. Part II. By the Author of the First, London, J. Roberts, 1729 (1730, 1733, inclusa nei Collected Works of Bernard Mandeville, a cura di B. Fabian e I. Primer, vol. IV, Hildesheim-New York, Georg Olms Verlag, 1981; trad. it. Dialoghi tra Cleomene e Orazio, a cura di G. Belgioioso, Lecce, Milella, 1978); edizioni successive di entrambe le parti: 1734, 1755, 1772, 1795, 1806; The Fable of the Bees: or, Private Vices, Publick Benefits, a cura di F.B. Kaye, 2 voll., Oxford, Clarendon Press, 1924 (1957; Indianapolis, Liberty Fund, 1988; Oxford, Oxford University Press, 2001).